# Arschak II. (Armenien)
Arschak II. (armenisch Արշակ Բ, latinisiert Arsaces, griechisch Arsakes genannt; * 4. Jh.; † um 368) war wohl von ca. 338 bis ca. 368 König Armeniens. Die Chronologie ist allerdings unsicher, möglich ist auch eine Regierungszeit von 350 bis ca. 368. Er gehörte zur Dynastie der Arsakiden und wird in der Forschung gelegentlich als Arsakes III. gezählt.
Seine Herrschaftszeit war geprägt von der Rolle Armeniens als Zankapfel der römisch-persischen Rivalität. Hierbei stellte sich Arschak auf Seite der Römer, da die Sassaniden die zuvor herrschende arsakidische Dynastie im Partherreich gestürzt hatten. In diesem Zusammenhang ist auch seine Heirat im Jahr 351 mit Olympias, der Tochter des römischen Konsuls Flavius Ablabius, zu sehen, deren Vormund der römische Kaiser Constantius II. war, als dessen Freund Arschak galt. Arschak konnte Armenien bis 361 aus dem Konflikt zwischen Rom und dem Sassanidenreich heraushalten.

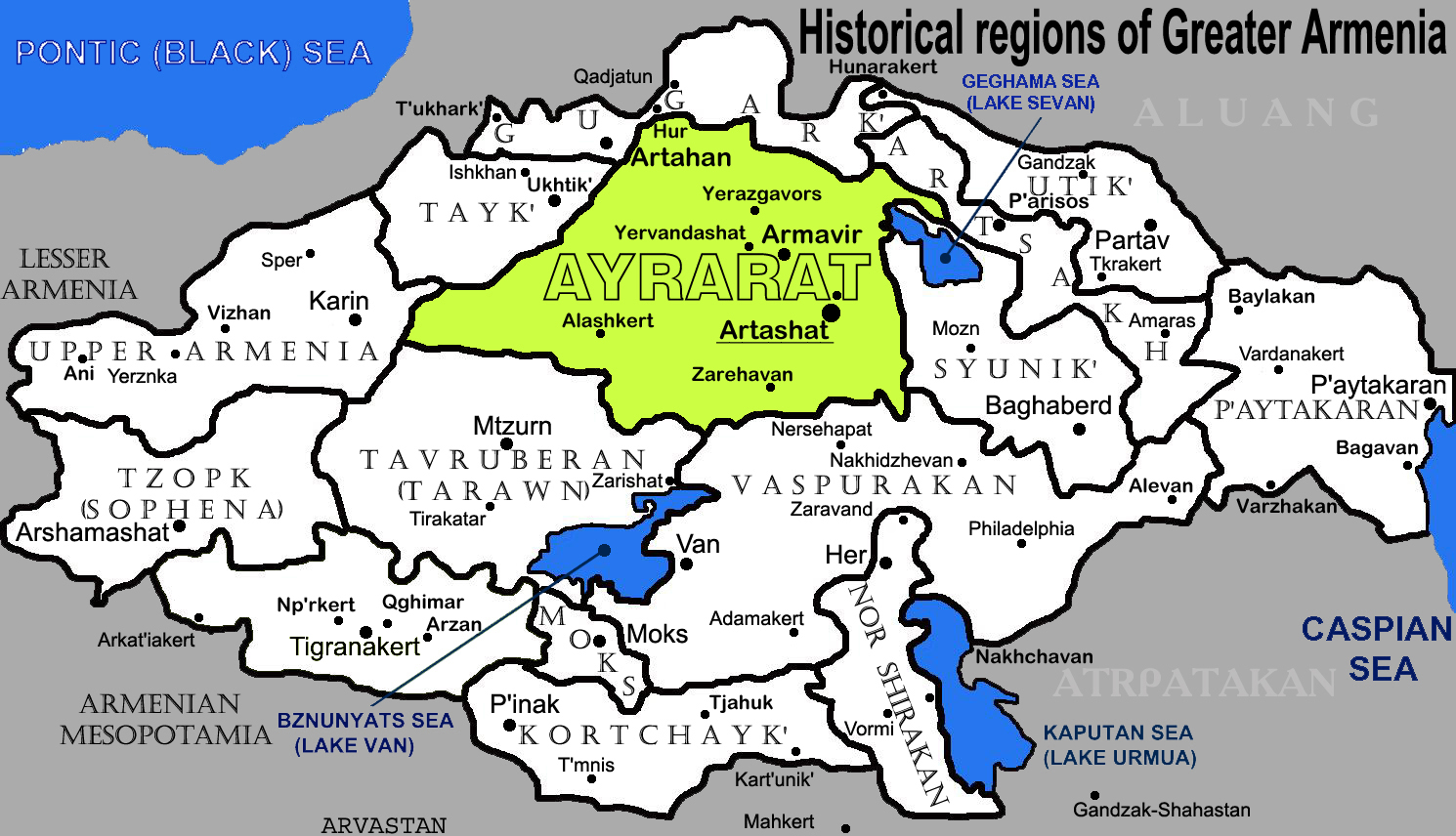
Historische Provinzen von Armenien

Im Jahr 363 kam es dennoch zum Krieg: Nach dem Scheitern des Feldzuges Kaiser Julians, bei dem die Armenier lediglich eine defensive Rolle spielten, verhandelte dessen Nachfolger Jovian den Frieden von 363, in dem er den Sassaniden weitgehende Zugeständnisse machte und Rom somit aus den Kampfhandlungen ausschied. Daraufhin konnte der sassanidische Großkönig Schapur II. ungehindert Armenien angreifen. Rom griff nicht ein, zumal der nun regierende Kaiser Valens im Inneren mit Problemen zu kämpfen hatte. Arschak konnte unter gemeinsamer Leitung mit dem Feldherrn Wardan Mamikonjan den Angriff abwehren, wurde aber unter dem Vorwand von Friedensverhandlungen in die Festung Agabana (Gefängnis des Vergessens) gelockt und gefangen genommen. Der Legende nach beging Arschak in Gefangenschaft Selbstmord.
Nach Arschaks Tod gelangte Armenien kurzzeitig unter sassanidische Herrschaft, die Nachfolge als König trat im Jahr 370 sein damals 17-jähriger Sohn Pap (lat. Papas) an.

## Sonstiges
Der Komponist Dikran Tschuchadschjan komponierte im Jahr 1868 eine Oper mit dem Titel Arschak II., die als erste armenische Oper gilt.
Der Sprachgelehrte und Dichter Friedrich Rückert verfasste ein Trauerspiel zu Leben und Herrschaft des Königs; Erstausgabe 1842.